# Mister International

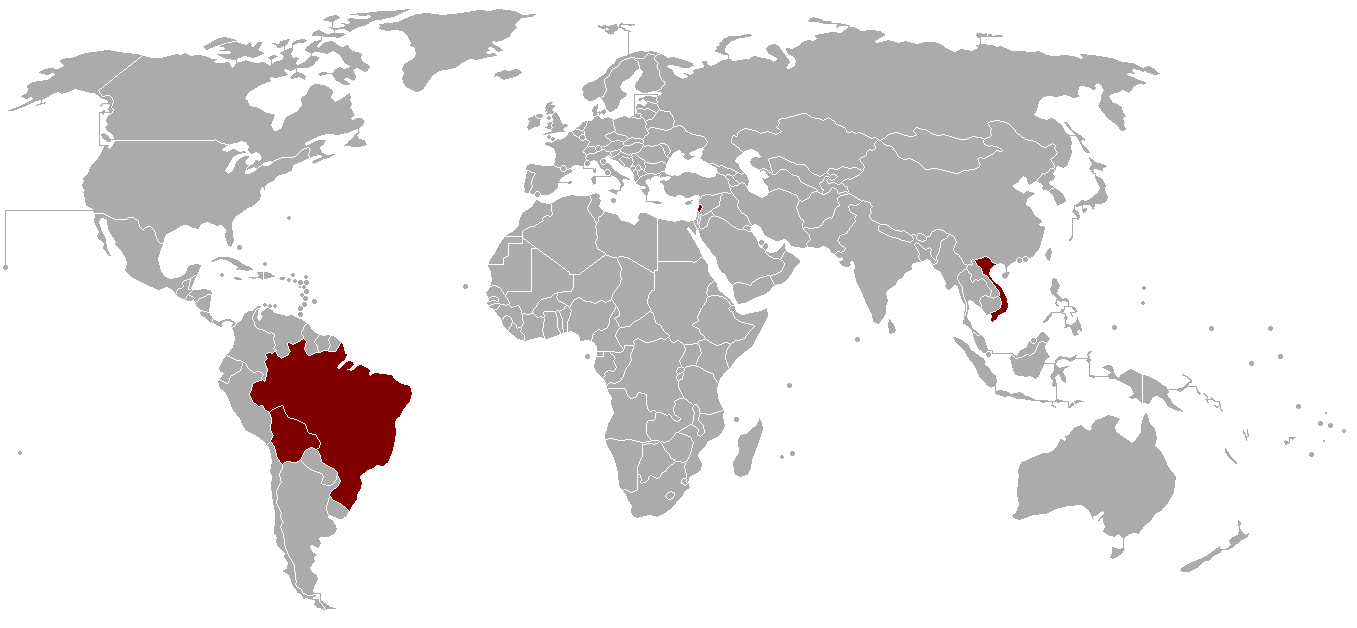
Mappa delle nazioni che hanno vinto Mister International, fino all'edizione del 2009.

Mister International è un concorso di bellezza maschile, fondato da Pradit Pradinunt ed organizzato dalla Mister Thailand Organization. Si tratta di un evento annuale istituito nel 2006 e ad esso partecipano i rappresentanti di più di trenta nazioni.

## Il concorso
Il concorso di Mister International si svolge in due fasi, le fasi preliminari e le finali. Nella fase preliminare i concorrenti sfilano in costume da bagno ed abito formale. Durante questa fase, vengono selezionati quindici finalisti che accedono alla fase finale. Nel corso della gara vengono consegnati anche altri titoli come Best Costume National, Mister Fotogênico, Mister Simpatia e Miss Espírito. Il vincitore del titolo di Mister International ottiene un premio in denaro pari all'incirca a 50000 dollari e promuoverà eventi e manifestazioni in veste di Mister International.

## Albo d'oro
| Anno | Mister International   | Provenienza     | Luogo                |
| 2006 | Wissam Hanna           | Libano          | Singapore, Singapore |
| 2007 | Alan Bianco Martini    | Brasile         | Kuching, Malaysia    |
| 2008 | Ngô Tiến Đoàn          | Vietnam         | Tainan, Taiwan       |
| 2009 | Juan Bruno Kettels     | Bolivia         | Taichung, Taiwan     |
| 2010 | Ryan Terry             | Regno Unito     | Giacarta, Indonesia  |
| 2011 | César Curti            | Brasile         | Bangkok, Thailandia  |
| 2012 | Ali Hammoud            | Libano          | Bangkok, Thailandia  |
| 2013 | José Paredes           | Venezuela       | Giacarta, Indonesia  |
| 2014 | Neil Perez             | Filippine       | Ansan, Corea del Sud |
| 2015 | Pedro Mendes           | Svizzera        | Manila, Filippine    |
| 2016 | Paul Iskandar          | Libano          | Bangkok, Thailandia  |
| 2018 | Seung Hwan Lee         | Corea del Sud   | Yangon, Myanmar      |
| 2022 | Emmanuel “Manu” Franco | Rep. Dominicana | Manila, Filippine    |
| 2023 | Kim Goodburn           | Thailandia      | Bangkok, Thailandia  |